# Polycyrtus nigriceps
Polycyrtus nigriceps là một loài tò vò trong họ Ichneumonidae.